# レイクポート (カリフォルニア州)
レイクポート（英: Lakeport）は、アメリカ合衆国カリフォルニア州の都市。レイク郡の郡庁所在地である。クリア湖の西岸に位置し、標高は413メートルである。人口は2000年に4,820人だったが、2010年には4,753人と僅かに減少した。

## 歴史
レイクポートとなった地域には数千年前からインディアンが住んでいた。定着するようになると、ポモ族インディアンの支族カベ・ナポ族がその主要集落の中で住んでいた。集落の名前はカシ・バドンと呼ばれ、インディアンの言語で睡蓮を意味する「カシ」と島の名前である「バドン」が組み合わされたものだった。
1850年、ナサニエル・ライアン大尉がブラッディアイランド虐殺と呼ばれるポモ族インディアンに対する攻撃を率いた。ライアンは後に南北戦争で北軍のために戦って戦死した。
レイクポートで最初の事業は1855年に始められた。インディアンの焼き物やバスケットと引き換えに品物が取引された。この事業はジョンソンという名の男が運営していたが、固定した店舗は持たなかった。レイクポート地域で最初に建設された店舗はボイントン博士が造ったものだった。
しかし、レイクポートの主要地域で最初に店舗を始めたのはウィリアム・フォーブスとジェイムズ・パリッシュだった。パリッシュは鍛冶屋で、フォーブスは荷車の製造家だった。フォーブスは開拓者の引受人でもあった。フォーブスが郡から得た特許土地とこの事業があったので、町の最初の名前はフォーブスタウンだった。
ウィリアム・フォーブスは1858年にこの地域にやってきていた。彼は160エーカー (0.64 km²) の土地を購入し、そこに家を建て、農場を造った。レイク郡が郡庁所在地を置く場所を調査しているときに、フォーブスは郡庁舎を建てることができるようにその資産から40エーカー (0.16  km²) の土地の提供を提案した。郡庁舎建設地の選定人は町の名前をフォーブスの名に因んで名付けることでその気前の良さに感謝の意を表した。この町は現在フォーブスの名前を冠していないが、フォーブス・クリークやフォーブス通りなどにフォーブスに関わる地名を残している。
1861年6月14日、フォーブスタウンは公式にレイクポートに改名された。
1858年に最初の郵便局がビッグバレーという名で開局していたが、これも1861年にレイクポートと改名された。
1861年にレイクポートの初代郡庁舎が木製で建造された。この建物は1867年に不審火で焼けた。
1864年、キャッシュ・クリーク・ダムが建設された。その4年後、ダムで堰き止められていた水がローワーレイクとアンダーソンランチの大半を水浸しにした後、地元民がダムを壊し、ダムの水で運転していた製粉所を破壊した。
1872年、伝説の「ブルーレイクのモンスター」あるいは「悪魔の魚」が目撃されたことで、周辺地域全てのインディアンが予測される惨事を待つためにテメスカルに集結することになった。
1882年、山賊ブラック・バートがレイクポートとクローバーデールの間を移動していた駅馬車を襲った。この頃、450人以上の中国人が地域の水銀鉱山で働くために雇われていた。
1883年、ウィリアム・"ディッガー"・ジョーンズがレイクポートの監獄で絞首刑に処された。ジョーンズは郡によって合法で処刑された唯一の白人だった。
1888年、レイクポートは市制を執行した。それから1世紀近く、クリアレイク市が法人化されるまで、レイクポートがレイク郡では唯一の法人化都市だった。
1892年、レイクポートの最初の電話機が設置された。

## 地理
レイクポートは北緯39度02分35秒 西経122度54分57秒 / 北緯39.04306度 西経122.91583度に位置する。アメリカ合衆国国勢調査局に拠れば、市域全面積は2.8平方マイル (7.2 km2)であり、このうち陸地は2.7平方マイル (6.9 km2)、水域は0.1平方マイル (0.3 km2)で水域率は3.60％である。
レイクポート地域はクリア湖に隣接する堆積物で埋められた渓谷に位置している。地域内で露出している物質は蛇紋岩と第四紀の堆積物に限られている。これらの堆積物はきちんとした層をなしておらず、近くの山にあった岩から出た砂、沈泥、粘土および砂利の層を成さない混合である。第四紀堆積物の強度が低いために、急速な侵食と浅い沈降が起こっている。
郡内のかなりの数の断層がコブ山地域とホップランドグレードにあり、郡境の南東から南に走っている。郡の南東部はかなりの地震断層があることも分かっている。レイクポート市近郷には活発な断層があり、西側30マイル (48 km) にはサンアンドレアス断層、やはり西側15マイル (24 km) にはヒールズバーグ断層がある。これらの断層は過去の中規模から大規模な地震の震源になってきた。サンアンドレアス断層が震源とされる地震で最大のものはマグニチュード8.25、ヒールズバーグ断層のものはマグニチュード6.75となっている。
市域の直ぐ東、クリア湖の湖岸に平行し近接して走っている潜在的に活発な破壊域がある。これは200年前の第四紀に活発であった断層と定義される。過去200年間では、市の東部境界に近いビッグバレー断層などレイク郡内断層に沿って被害を与えるような大きな地震は起こっていない。しかし地質的に見てビッグバレー断層に沿った第四紀地表物質の変異によって、最近の断層が表面化されている。
レイクポート市に影響を与えた最大の地震は1906年のサンフランシスコ地震であり、マグニチュード8.3だった。地震動は大きかったが市内の被害は比較的小さく、装飾用のレンガや煙突が落下した程度だった。
市は飲料水の大半を井戸に頼っている。豪雨によるクリア湖、スコッツ・クリークおよびフォーブス・クリークの氾濫の時期には歴史的な被害を出してきた。

## 気候
レイクポートはクリア湖地域の他の場所と同様、暑く大半が乾燥した夏と冷涼で雨の多い冬とを経験する。1月の平均最高気温は 53.4°F(11.9℃) 、最低気温は31.5°F(−0.3℃) である。7月の平均最高気温は 94.4°F(34.7℃)、最低気温は 53.0°F(11.7℃) である。年間平均で 90°F(32℃) を上回る日は77.5日、32°F(0℃) を下回る日は75.5日ある。過去最高気温は1971年8月10日と1972年9月13日の 112°F(44℃)、最低気温は1972年12月9日の 9°F(−13℃) である。
年間平均降水量は28.36インチ (720 mm) であり、計測可能な降水日は平均して年間66日ある。最も雨が多かった年は1973年で44.50インチ (1,130 mm)、雨が少なかった年は1976年で9.96インチ (253 mm) だった。1ヶ月間の降水量が最も多かったのは1986年2月の19.62インチ (498 mm)、24時間雨量で最も多かったのは1937年12月10日の5.43インチ (138 mm) だった。
レイクポートでは降雪が比較的稀だが、周辺の山では頻繁にある。年間平均降雪量は1.0インチ (2.5 cm) である。最も降雪が多かった月は1952年1月の15.0インチ (38 cm) だった。

## 人口動態
以下は2005年の人口推計データである。

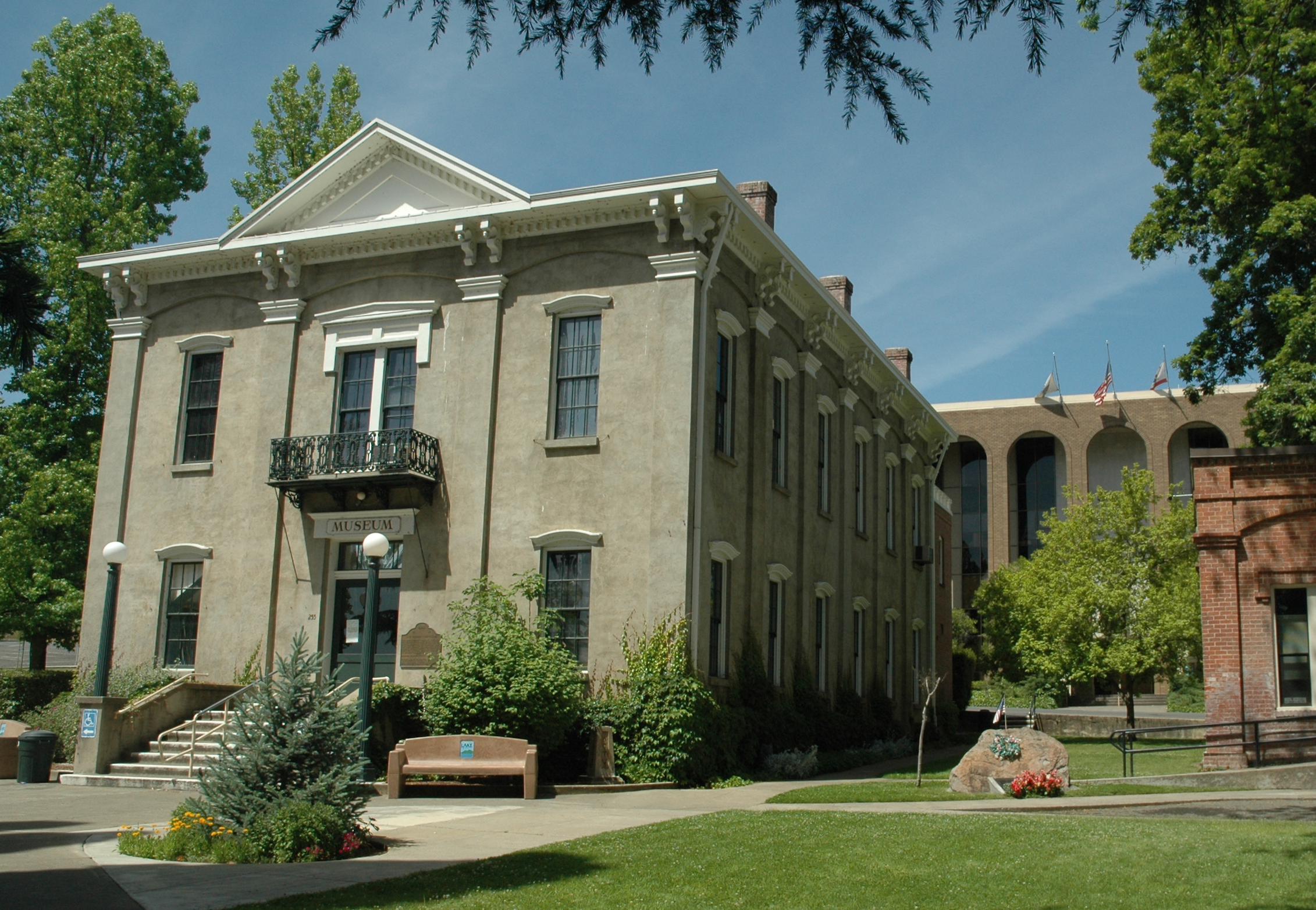
レイクポートにあるレイク郡庁舎

| 基礎データ - 人口: 4,820人 - 世帯数: 1,967世帯 - 家族数: 1,233家族 - 人口密度: 694.4人/km2（1,799.8人/mi2） - 住居数: 2,394 軒 - 住居密度: 344.9軒/km2（893.9軒/mi2） 人種別人口構成 - 白人: 88.7% - アフリカン・アメリカン: 0.8% - ネイティブ・アメリカン: 2.0% - アジア人: 1.5% - 太平洋諸島系: 0.2% - その他の人種: 3.5% - 混血: 3.4% - ヒスパニック・ラテン系: 11.5% 年齢別人口構成 - 18歳未満: 24.5% - 18-24歳: 6.9% - 25-44歳: 24.7% - 45-64歳: 22.8% - 65歳以上: 21.0% - 年齢の中央値: 41歳 - 性比（女性100人あたり男性の人口） - 総人口: 86.9 - 18歳以上: 84.7 | 世帯と家族（対世帯数） - 18歳未満の子供がいる: 29.7% - 結婚・同居している夫婦: 44.7% - 未婚・離婚・死別女性が世帯主: 12.6% - 非家族世帯: 37.3% - 単身世帯: 31.0% - 65歳以上の老人1人暮らし: 16.2% - 平均構成人数 - 世帯: 2.36人 - 家族: 2.93人 収入と家計 - 収入の中央値 - 世帯: 32,226米ドル - 家族: 37,900米ドル - 性別 - 男性: 36,719米ドル - 女性: 25,089米ドル - 人口1人あたり収入: 17,215米ドル - 貧困線以下 - 対人口: 15.7% - 対家族数: 13.5% - 18歳未満: 20.9% - 65歳以上: 5.6% |

レイクポートの地域経済はビッグバレーやスコッツバレーでの農業活動にかなり基づいており、穀物や木の実の栽培と収穫に加え、ワイン産業が成長しているという事実により、かなりの数の短期労働者と季節労働者がいる。住居、医療サービス、子供の養育などのサービス業が人口に占める割合が目立つようになっている。レイクポート地域で生活し働く短期労働者と季節労働者の総数を割り出す情報は不十分なままである。

## 政治
カリフォルニア州議会では、上院の第2および下院の第1選挙区に属している。連邦議会下院ではカリフォルニア州第1選挙区に属し、クック投票動向指数では民主党+10となっている。2010年時点ですべて民主党議員が務めている。